# Macroevolución
La macroevolución es la ocurrencia de grandes cambios evolutivos, frente a los pequeños y progresivos cambios de la microevolución. La paleontología, la biología evolutiva del desarrollo y la genómica comparativa proporcionan la mayor parte de la evidencia de los patrones y procesos que se pueden clasificar como macroevolución.
Hasta la mitad del siglo XX(1), la evolución biológica solo se identificaba con lo que actualmente se conoce como microevolución, es decir, procesos que hacen variar la frecuencia alélica de una población. Pero, actualmente, dentro de la teoría de la evolución biológica, el neodarwinismo o síntesis evolutiva moderna, hay dos posturas con respecto a la relación entre microevolución y macroevolución. Para los ultradarwinistas solo hay microevolución y selección de individuos, e incluso, llegando al extremo, solo de genes. Para los partidarios de esta propuesta, la macroevolución no es más que microevolución acumulada durante un largo período. La otra opción es la de los naturalistas que consideran que existe tanto la microevolución, que representa procesos que hacen variar la frecuencia alélica de la población que suelen generar nuevas especies (especiación), y la macroevolución, que engloba procesos que afectan a niveles superiores a las poblaciones, como especies o grupos taxonómicos superiores.
A partir de este planteamiento surgen discrepancias importantes al interpretar el papel de la especiación. Para los ultradarwinistas el proceso de especiación(2) (poblaciones aisladas) es el enlace entre la macroevolución y la microevolución, y puede caer en el ámbito de cualquiera de las dos. 
La macroevolución es controvertida de dos maneras:
- Como se ha indicado, los biólogos debaten si existen procesos macroevolutivos que no estén descritos por la genética de poblaciones clásica, como la selección de especies.

## Áreas de investigación
Algunos ejemplos de áreas cuyo estudio cae dentro del ámbito de la macroevolución:
- La selección de especies frente a la selección de grupos de mejores individuos (Véase el artículo Unidad de selección)
- El debate entre el equilibrio puntuado y el gradualismo.
- Los ritmos de especiación y extinción.
- Las radiaciones adaptativas como la explosión cámbrica.
- Los cambios en la biodiversidad a lo largo del tiempo.
- El papel del desarrollo en la evolución, particularmente temas como la heterocronía y la plasticidad del desarrollo (véase el artículo Evo-devo).
- La evolución genómica, como la transferencia horizontal de genes, las fusiones del genoma en la endosimbiosis y los cambios adaptativos en el tamaño del genoma.

## Historia de la macroevolución
El debate sobre la relación entre la macroevolución y la microevolución tiene lugar desde los años 1860, cuando la evolución se empezó a convertir en una idea generalmente aceptada, tras la publicación de El origen de las especies de Charles Darwin.
La primera teoría de la macroevolución, el lamarckismo, desarrollada por el biólogo Jean-Baptiste Lamarck, afirmaba que los individuos desarrollan los rasgos que utilizan y pierden los que no utilizan, y que los individuos transmiten los rasgos adquiridos a su descendencia. Lamarck afirmaba que los cambios ambientales cambiaban las "necesidades" de una especie, lo que provocaba que esta desarrollara rasgos distintos, dando lugar así a la transmutación de la especie.(3)
Gregor Mendel, un monje austriaco, conocido popularmente como el "padre de la genética moderna" por su descubrimiento de las leyes de la variación genética con su estudio de la variación natural en las plantas, creía que las leyes de la herencia no proporcionaban ningún sustento para la macroevolución. En una conferencia el 8 de marzo de 1865, Mendel afirmó que su investigación describía el mecanismo de la microevolución, pero no proporcionaba ninguna base para creer en la macroevolución, diciendo que "nadie podría mantener seriamente que en el campo el desarrollo de las plantas se rige por otras leyes que en el arriate de un jardín. Aquí, como allí, los cambios en el tipo deben tener lugar si las condiciones de la vida quedan alteradas, y si la especie posee la capacidad de adaptarse a su nuevo entorno. [Sin embargo,] nada justifica la suposición de que la tendencia a formar variedades aumenta tan extraordinariamente que la especie pierde rápidamente toda su estabilidad, y su descendencia diverge en una serie interminable de formas extremadamente variadas". Por el contrario, dijo, la tendencia es hacia la estabilidad, y la variación es la excepción, no la regla. (Henig, 141)
Darwin, por otro lado, no veía diferencias fundamentales entre la microevolución y la macroevolución. Afirmaba que "ciertamente, no se ha dibujado una línea clara de demarcación entre las especies y las subespecies – esto es, las formas que en opinión de algunos naturalistas se acercan mucho a, pero no llegan a alcanzar, el rango de especie: o, de nuevo, entre subespecies y variedades bien reconocidas, o entre variedades menores y diferencias individuales. Estas diferencias se mezclan unas con otras en una serie imperceptible; y una serie seduce a la mente con la idea de una verdadera transición". (Darwin, 77)
Aunque las leyes de Mendel se publicaron en 1866, su teoría fue ampliamente ignorada hasta principios del siglo veinte, en parte porque fue publicada en una revista poco conocida por alguien que no era parte de la comunidad científica. El mismo Darwin nunca leyó el trabajo de Mendel, y el mecanismo de herencia de rasgos que propuso él, la pangénesis, era más útil para los estadísticos de la escuela biométrica que para los biólogos. Darwin había descubierto una proporción de variación de 2,4:1 en un estudio con plantas dragón(4) que publicó en 1868, similar a la proporción 3:1 que llevó a Mendel a descubrir las leyes de la variación genética. Sin embargo, Darwin no estaba seguro de su significado último. (Henig, 143) Tras el redescubrimiento de las leyes de Mendel en 1900, los estadísticos y los biólogos argumentaron unos contra otros hasta que se reconciliaron con el trabajo de R.A. Fisher en los años 1930.

### La Síntesis moderna y la equiparación entre microevolución y macroevolución
A finales de los años 30, el biólogo evolutivo Theodosius Dobzhansky concibió la síntesis evolutiva moderna. Trayendo la macroevolución y la microevolución al lenguaje coloquial, escribió "con el nivel actual de conocimiento estamos obligados a regañadientes a poner un signo igual entre los mecanismos de la macro y la microevolución", en contra de las creencias de su mentor, Filipchenko, que era un ortogenetista, y de la opinión de que la micro y la macroevolución tenían distintos calibres y mecanismos (Burian, 1994). A partir de los trabajos de Dobzhansky, el punto de vista de la síntesis moderna sobre la evolución creció hasta su predominancia actual.
Con el descubrimiento de la estructura del ADN y los genes, la mutación genética ganó aceptación como mecanismo de variación en los años 60. Esta teoría de la evolución en desarrollo recibió más tarde el nombre de síntesis evolutiva moderna, y sigue conservando su prominencia. El modelo sintético de la evolución igualaba la microevolución y la macroevolución, afirmando que la única diferencia entre ambas era de tiempo y escala.

### Primeras críticas a la concepción neodarwinista de la macroevolución
Richard Goldschmidt fue uno de los biólogos que más fuertemente se opuso a la posibilidad de que la macroevolución fuese derivada de la microevolución, formulando su escepticismo del siguiente modo: ¿Cómo podría explicarse el origen del pelo de los mamíferos, los arcos de la aorta, las conchas de los moluscos, los nematocistos o el ojo compuesto por acumulación y selección de pequeñas mutaciones?.
Ivan Schmalhausen y C. H. Waddington argumentaron también que los procesos de la macroevolución son diferentes de los de la microevolución. De acuerdo con estos científicos, la macroevolución ocurre, pero está restringida por esos mecanismos propuestos como constricciones del desarrollo. El concepto puede resumirse en la "ley de Schmaulhausen", que sostiene que "Cuando los organismos viven dentro del ámbito normal de su entorno, las perturbaciones en las condiciones de la vida y la mayoría de las diferencias genéticas entre los individuos tienen poco o ningún efecto en su fisiología y desarrollo manifiestos, pero que bajo condiciones de estrés severas y poco usuales, hasta las diferencias genéticas o ambientales más pequeñas tienen efectos importantes". La evolución no darwinista alude a la evidencia de grandes cambios en una población bajo condiciones de estrés; sin embargo, es rechazada ampliamente por la comunidad científica porque no propone ningún mecanismo para los cambios mayores a nivel genético bajo esas circunstancias.
No obstante, todos estos intentos de desacoplar microevolución y macroevolución fueron ignorados o marginalizados hasta la década de los setenta.

### La teoría del equilibrio puntuado
A finales de los 70, Stephen J. Gould cuestionó el modelo sintético de la evolución y propuso un modelo de equilibrio puntuado, por el que los cambios evolutivos tienen lugar en acervos genéticos limitados tras cambios climáticos radicales. Gould afirmó: 

Recuerdo bien cómo la teoría sintética [de la evolución] me sedujo con su poder unificador cuando era un estudiante de bachillerato a mediados de los 60. Desde entonces he visto lentamente cómo se deshacía como descripción universal de la evolución... He sido reacio a admitirlo –ya que la seducción es a menudo crónica– pero si la caracterización de la teoría sintética que ha hecho Mayr es precisa, entonces esa teoría, como proposición general, está efectivamente muerta, a pesar de su persistencia como ortodoxia de libro de texto.
 Paleobiology, Vol.6, 1980, p. 120.

La teoría del equilibrio puntuado desató una gran polémica y todavía hoy es objeto de controversia. No obstante, hizo resurgir el tema de la autonomía de la macroevolución, de manera que, a principios de los ochenta, numerosos paleontólogos y biólogos evolutivos (Gould, Stanley, Eldredge, Verba) compartían la creencia en la autonomía dos procesos micro y macroevolutivos, entendiendo que estos últimos no podían ser solo explicados por los primeros.

## El uso de la macroevolución por el creacionismo
Aunque los detalles de la macroevolución se debaten dentro de la comunidad científica, esta está ampliamente aceptada. La macroevolución es cuestionada por muchos defensores del creacionismo o el diseño inteligente. Grosso modo, estos grupos diferencian entre microevolución y macroevolución, afirmando que la primera es un fenómeno observado innegable, pero la segunda no. Han propuesto una serie de límites más allá de los cuales, afirman, la evolución no puede ocurrir. Los defensores del diseño inteligente argumentan que los mecanismos de la evolución son incapaces de producir ejemplos de complejidad específica y complejidad irreducible. Los defensores del  creacionismo suponen que la vida empieza originalmente con un número finito de tipos creados discretos, y que la evolución no puede darse entre ellos ni más allá de ellos. El argumento consiste en que la fuente dominante del cambio biológico es el aislamiento de las poblaciones, la deriva genética y la mutación, que causan la pérdida de diversidad original de los tipos y la información genética, en lugar de un aumento de la diversidad genética a través de la mutación u otros mecanismos evolutivos.